# Samanta Fabris
Samanta Fabris (ur. 8 lutego 1992 w Puli) – chorwacka siatkarka, reprezentantka kraju, grająca na pozycji atakującej. 

## Sukcesy klubowe
Puchar Chorwacji:
- 2009

Liga chorwacka:
- 2009, 2010, 2011, 2012

Klubowe Mistrzostwa Świata:
- 2016
- 2022[5]

Liga włoska:
- 2018, 2019

Liga Mistrzyń:
- 2019, 2023[6]
- 2018

Superpuchar Włoch:
- 2018

Puchar Rosji:
- 2019, 2020, 2021[7]

Liga rosyjska:
- 2020
- 2021

Superpuchar Rosji:
- 2020[8]

Liga turecka:
- 2023[9]

## Sukcesy reprezentacyjne
Igrzyska Śródziemnomorskie:
- 2018
- 2013

Liga Europejska:
- 2019, 2021

## Nagrody indywidualne
- 2018: MVP Superpucharu Włoch
- 2021: MVP Pucharu Rosji[10]